# Teatro stabile del Veneto Carlo Goldoni
Il Teatro Carlo Goldoni è un edificio storico italiano con sede a Venezia, corrisponde all'antico Teatro Vendramin, detto anche Teatro di San Salvador o Teatro di San Luca. Fu inaugurato nel 1622 ed è il più antico teatro di Venezia ancora esistente. È Teatro Nazionale.
Il Teatro Carlo Goldoni è ubicato in prossimità del Ponte di Rialto, nel centro storico di Venezia.

## Storia

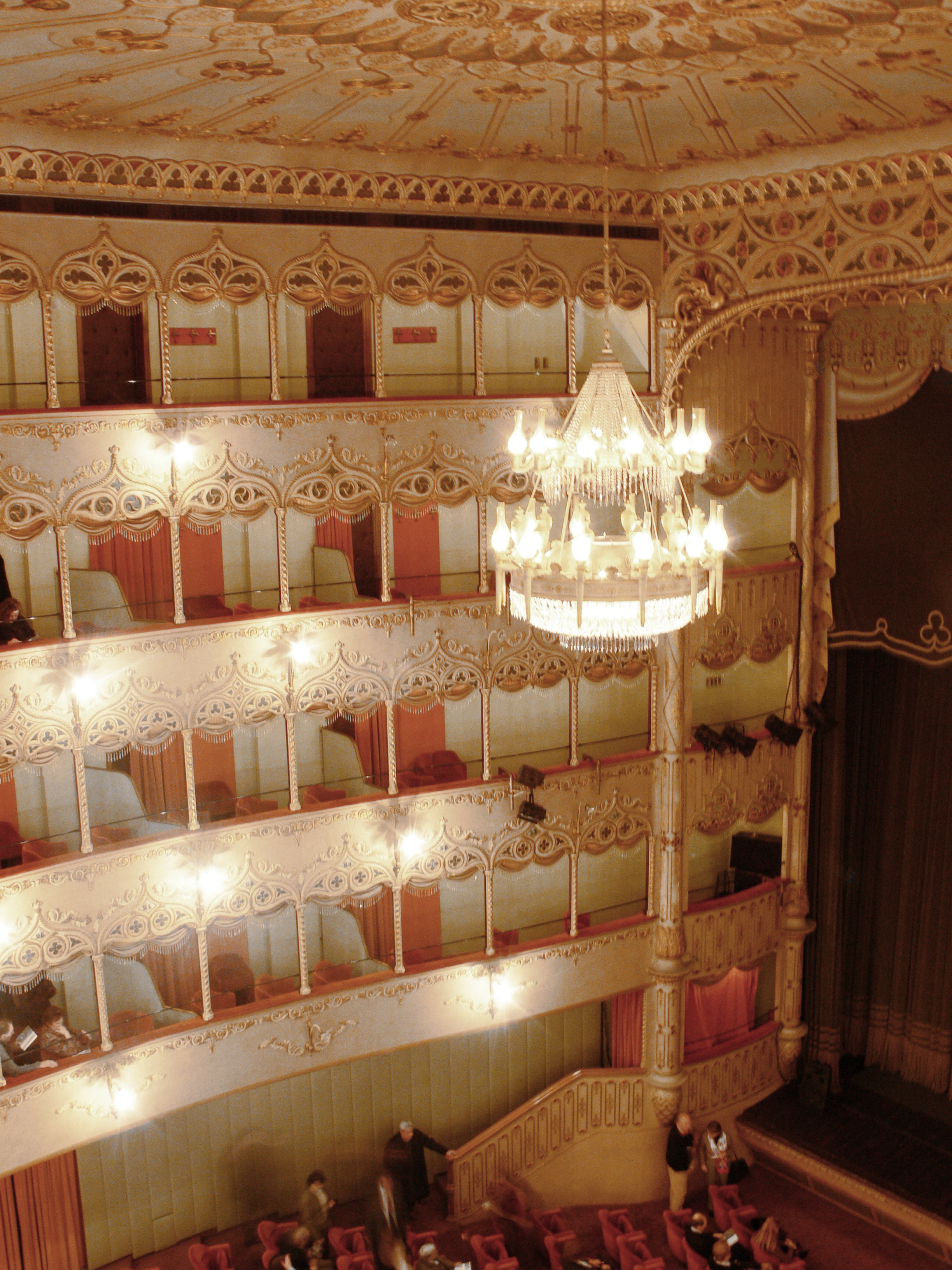
Vista sui palchi

La famiglia Vendramin, iscritta al patriziato veneziano nel 1381,  possedeva nella parrocchia di S. Luca alcune casette che vennero distrutte nel 1595 da un incendio; quando si trattò di investire capitali nella ricostruzione del fondo, prevalse la proposta di costruire un teatro di commedia.
I Vendramin, pertanto, furono proprietari di teatri – con alterne fortune – dal 1630 circa fino alla metà del Novecento, quando il Comune di Venezia richiese la dichiarazione di pubblica utilità del complesso edilizio costituente il teatro per poter procedere all’esproprio, che divenne esecutivo nel 1956.
Nel 1665 nell'allora Teatro Vendramin di San Salvatore avvenne la prima assoluta di Mutio Scevola di Francesco Cavalli, nel 1666 di Pompeo Magno di Cavalli ed Il Seleuco di Antonio Sartorio, nel 1667 La caduta d'Elio Seiano di Sartorio, nel 1668 Tiri di Giovanni Legrenzi, nel 1672 L'Adelaide e L'Orfeo di Sartorio, nel 1673 Massenzio di Sartorio, nel 1675 La divisione del mondo ed Eteocle e Polinice di Legrenzi e nel 1676 Adone in Cipro e Germanico sul Reno di Legrenzi.
Il suo periodo più importante fu quello a partire dal 1752, quando il Teatro riuscì ad ingaggiare Carlo Goldoni, che in quel periodo era considerato il più importante commediografo cittadino, insidiato solamente dalla fama del conservatore Carlo Gozzi. Il 3 ottobre 1786 Johann Wolfgang Goethe, che si trovava a Venezia per il suo noto viaggio, vi assistette ad "uno spettacolo estemporaneo con maschere".
Con la caduta della Repubblica di Venezia per opera di Napoleone Bonaparte, il teatro, che era ancora chiamato San Luca, fu chiuso per editto napoleonico.
La riapertura avvenne nel 1818 con un decreto imperiale austriaco.
Il teatro ebbe numerose modifiche e restauri a seguito di incendi o cedimenti strutturali. Tra i più importanti, quello del 1818 su progetto dell'architetto e scenografo Giuseppe Borsato e quello del 1833, in cui la decorazione delle sale viene affidata a Francesco Bagnara, che in quel periodo era scenografo alla Fenice; in quel periodo il teatro prese il nome di Apollo. Il 14 novembre 1818 avvenne la prima assoluta di Enrico di Borgogna di Gaetano Donizetti, mentre il 17 dicembre 1818 fu la volta di Una follia, sempre di Donizetti.
Nel 1826 il teatro fu dotato, primo in Italia, di una grande lamiera a gas. Nel 1837 ospitò la prima assoluta di Pia de' Tolomei di Donizetti con Fanny Tacchinardi Persiani, Antonio Poggi e Giorgio Ronconi a causa dell'incendio del Teatro La Fenice. Il teatro venne intitolato a Carlo Goldoni nel 1875, per iniziativa di Angelo Moro Lin, appoggiato da Regina De Marchi vedova Vendramin, durante le celebrazioni dell'anniversario della nascita del commediografo.
Il Teatro divenne noto anche nelle cronache della Resistenza perché la sera del 12 marzo 1945 i partigiani della Brigata "Biancotto" durante una recita di Vestire gli ignudi di Pirandello irruppe sul palco e, tenendo sotto il tiro delle armi i fascisti ed i tedeschi presenti, pronunciarono un appello alla lotta ed alla libertà, gettando poi un pacco di manifestini in sala, prima di allontanarsi indisturbati. Una lapide di marmo all'interno del Teatro ricorda il fatto, definito come "la beffa del Goldoni".
Chiuso dopo la seconda guerra mondiale perché pericolante ed espropriato nel 1957 dal proprietario Giacomo Baldissera Treves de Bonfili, è stato riaperto nel 1979 dopo una completa ristrutturazione per migliorarne capienza e servizi. La prima rappresentazione del nuovo corso ebbe luogo il 22 aprile 1979, quando fu messa in scena La locandiera di Carlo Goldoni, per la regia di Giancarlo Cobelli con Carla Gravina e Gabriele Ferzetti.
Tra i direttori artistici: Giorgio Gaber nel 1989, Giulio Bosetti, Luca De Fusco, Alessandro Gassmann. Dal 2019 il direttore artistico è Massimo Ongaro .
Il Teatro Goldoni è sede del Teatro Stabile del Veneto "Carlo Goldoni" che organizza la stagione di prosa, la rassegna di Teatro Ragazzi, e altre manifestazioni in concessione, balletti e concerti.

## Descrizione
È un teatro all'italiana, con la sala strutturata in platea e quattro ordini di palchi-galleria, per una capienza totale di 800 posti.
Il palcoscenico è largo 12 metri e profondo 11,20 ed è dotato di graticcio in ferro.